# Niżnie Młynarzowe Siodło
Niżnie Młynarzowe Siodło (słow. Sedlo Malej mlynárovej kopy, 1708 m) – przełęcz w masywie Młynarza w słowackiej części Tatr Wysokich. Znajduje się w dolnej części jego południowo-wschodniej grzędy, opadającej do dna Doliny Białej Wody. Grzęda ta oddziela Żleb Ascety od Żlebu Między Kopy i Bialowodzkiego Koryta. Przełęcz znajduje się w odległości około 100 m od wierzchołka Niżniej Młynarzowej Kopy (1725 m).
Jest to szeroka i płytka przełęcz. Cały jej rejon porastają łany kosodrzewiny. Na północny wschód opada z przełęczy trawiasta depresja, niżej przechodząca w wąski żlebek. Najniższa część tej depresji jest skalista, bardzo krucha i opada do Żlebu między Kopy. Na południe, tuż nad orograficznie lewą część progu Doliny Ciężkiej, opada z przełęczy porośnięte kosodrzewiną zbocze.
Autorem nazwy przełęczy jest Władysław Cywiński.

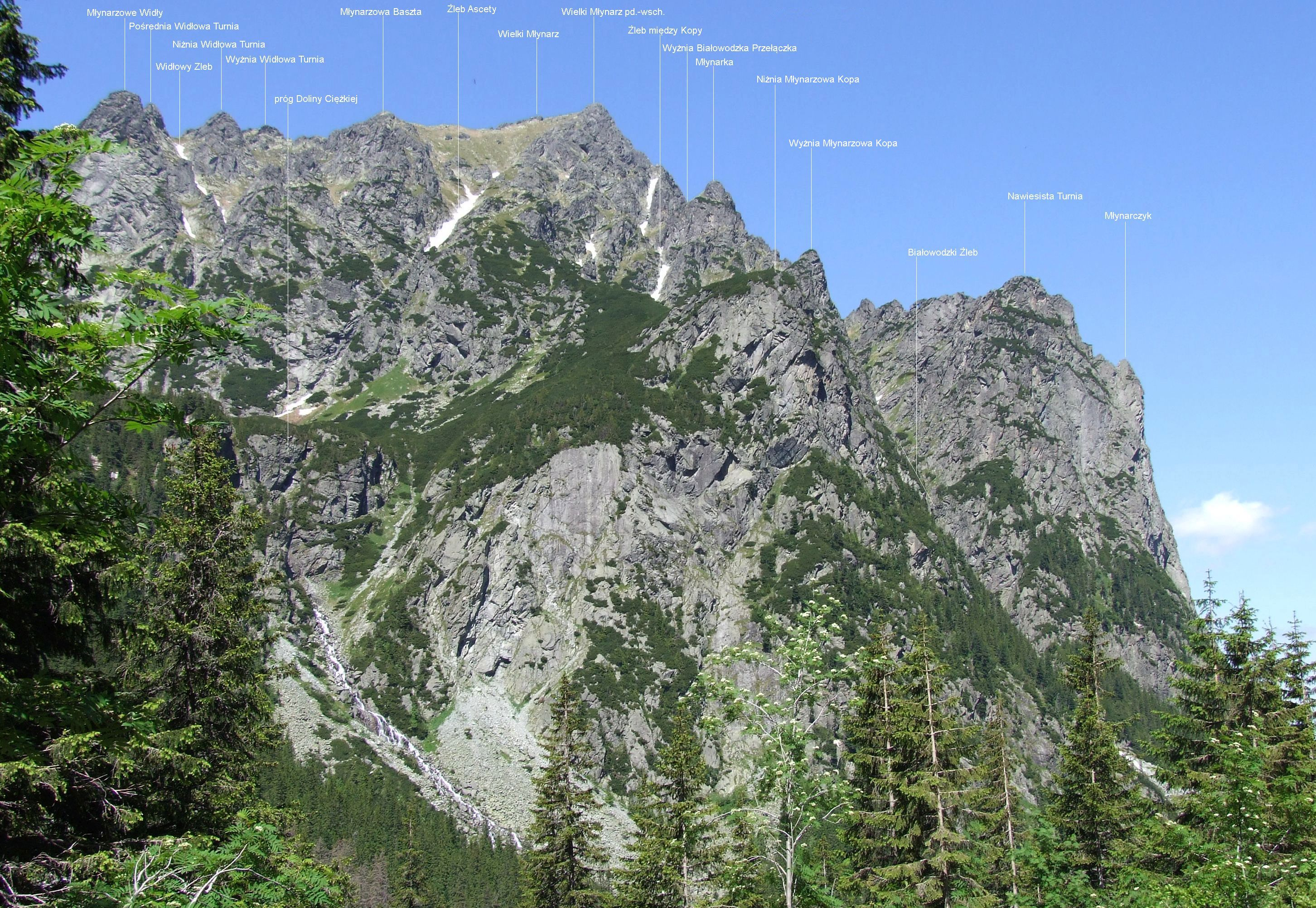
Widok od południowego wschodu

## Drogi wspinaczkowe
1. Od północy, ze Żlebu między Kopy; II w skali tatrzańskiej, 30 min
2. Od pn.-wsch., z Polany pod Wysoką przez Białowodzkie Koryto; I, dwa miejsca III, 1 godz.[3]